# Hederson Estefani
Hederson Estefani, född 11 september 1991, är en friidrottare från Brasilien. Han deltog vid olympiska sommarspelen 2016.